# Přibyslav (ort i Tjeckien, lat 50,37, long 16,17)
Přibyslav är en ort i Tjeckien. Den ligger i den nordöstra delen av landet, 130 km öster om huvudstaden Prag. Přibyslav ligger 469 meter över havet och antalet invånare är 159.
Terrängen runt Přibyslav är platt västerut, men österut är den kuperad. Runt Přibyslav är det ganska glesbefolkat, med 42 invånare per kvadratkilometer. Närmaste större samhälle är Nové Město nad Metují, 3,4 km söder om Přibyslav. I omgivningarna runt Přibyslav växer i huvudsak blandskog.